# Animal Liberation
Animal Liberation (en català: Alliberació Animal) és un llibre del filòsof australià Peter Singer, publicat el 1975. Si bé Singer no és la primera persona que aplica el concepte de posicionament moral davant els animals no humans (el mateix Singer diu que va escoltar el concepte per part d'un company d'estudis seu en comptes de ser originari en ell) el llibre és àmpliament considerat dins el moviment dels drets dels animals com un la fundació d'un establiment filosòfic de les seves idees. El mateix Singer ha rebutjat d'utilització del marc teòric dels drets quan es tracta d'animals humans i no humans: ell argumenta que els interessos dels animals han d'ésser considerats per la seva habilitat de sofrir i que la idea de drets no és necessària per a poder tenir-los en consideració. Introdueix i popularitza el terme especisme al llibre, que va ser originalment encunyat per Richard Ryder.
L'argument central del llibre és l'expansió de la idea utilitarista que "el major bé pel major nombre" és l'única mesura del bé o el comportament ètic. Singer argumenta que no hi ha raó per no aplicar això a altres animals.
Al llarg dels anys s'han fet moltes edicions del llibre, cadascuna més crònica del progrés del moviment d'alliberació animal. La majoria de les edicions contenen un prefaci. L'organització pels drets dels animals PETA (People for the Ethical Treatment of Animals) ha donat molt de suport a aquest llibre d'ençà a la seva fundació el 1980.